# کارل یواخیم همبرو
کارل یواخیم همبرو (انگلیسی: C. J. Hambro; ۵ ژانویهٔ ۱۸۸۵ – ۱۵ دسامبر ۱۹۶۴) روزنامه‌نگار و نویسنده سیاسی اهل نروژ بود.